# Ardee
Ardee (irsk: Baile Átha Fhirdhia) er en irsk by i County Louth i provinsen Leinster, i den centrale del af Republikken Irland med en befolkning (inkl. opland) på 4.694 indb i 2006 (3.948 i 2002).